# Plavi krumpir
Plavi krumpir, (zvan i Vitelotte noire, Négresse odnosno samo Vitelotte odnosno Truffe de Chine),vrsta je krumpira koja se u Francuskoj uzgaja od ranog 19. stoljeća. Kod nas se sadi nekih 5 - 7 godina no isključivo u manjoj količini. Potječe iz Perua i Bolivije, gdje se uzgaja od davnine. 

## Opis
'Vitelotte' krumpir tamno je plave, skoro crne boje kože te tamno ljubičasto plavog mesa. Okus i miris blago podsjećaju na kestene. Boja ostaje jednaka i nakon kuhanja, a posljedica je velike količine antocijana i flavonoida u ovoj vrsti krumpira. Ovaj krumpir bere se krajem kolovoza i početkom rujna, a u odnosu na moderne komercijalne sorte prinos je malen. Kako mu je koža razmjerno debela dobro se čuva, gomolji su izduženi, s uvučenim okcima.

## Etimologija
Francuska riječ vitelotte derivirana je od arhaične riječi vit, te označava "penis" (moderni francuski bite), zbog često falusoidnog izgleda nekih gomolja. Riječ se prvi puta javlja 1812.

## Povijest
Sukladno starim opisima gomolj nije nužno ljubičasto plave boje. Jedan tekst iz 1817., nabraja 6 varijeteta. Traktat o zemljodjelstvu iz 1863. navodi 5 mogućih boja: bijelu, žutu, roza, crvenu i ljubičastu. Godine 1873. Alexandre Dumas piše u svom Grand dictionnaire de cuisine: "... najbolji od svih neupitno je plavi krumpir, bolji je i od crvenog, i u Parizu ga zovu Vitelottes'".

## Galerija
- Vitelotte - plavi krumpir
- Vitelotte
- Čips
- Lišće i stabljike

## Vanjske poveznice
http://www.futura-sciences.com/maison/dossiers/maison-potager-decouvrez-legumes-insolites-876/page/15/